# IC 1506
IC 1506 је спирална галаксија у сазвјежђу Рибе која се налази на листи објеката дубоког неба у Индекс каталогу.
Деклинација објекта је + 4° 44' 10" а ректасцензија 23h 44m 48,3s. Привидна величина (магнитуда) објекта IC 1506 износи 14,5 а фотографска магнитуда 15,3. IC 1506 је још познат и под ознакама MCG 1-60-29, CGCG 407-52, NPM1G +04.0622, PGC 72291.